# Myzocallis pseudodiscolor
Myzocallis pseudodiscolor är en insektsart. Myzocallis pseudodiscolor ingår i släktet Myzocallis och familjen långrörsbladlöss. Inga underarter finns listade i Catalogue of Life.